# Затонная улица (Москва)
Зато́нная у́лица (название утверждено в 1964 году) — улица в Южном административном округе города Москвы на территории района Нагатинский Затон. Проходит от Судостроительной улицы до Коломенской набережной. Нумерация домов начинается от Судостроительной улицы.

## Происхождение названия
Название дано по находящемуся рядом Нагатинскому затону Москвы-реки.

## Здания и сооружения
По нечётной стороне:
- д. 7, корп. 2 — детский сад № 2248
- д. 7, корп. 3 — школа № 492
- д. 7, корп. 3 — детская музыкальная школа № 56
- д. 11, корп. 1 — детская поликлиника № 1 (филиал № 1 ДГП № 91)
- д. 11, корп. 2 — поликлиника № 127 (филиал № 3 ГП № 67)
- д. 13, корп. 1 — жилой дом
- д. 13, корп. 2 — жилой дом
- д. 13, корп. 3 — жилой дом

По чётной стороне:
- д. 2, корп. 3 — детский сад № 1878
- д. 6 — жилой дом. В этом доме жил полный кавалер ордена Славы Василий Сергеевич Назин (1923—1998).
- д. 8, корп. 3 — детский сад № 1877
- д. 8, корп. 1 — жилой дом
- д. 10, корп. 2 — детский сад № 654

## Транспорт
- Автобусы: 156, 670, 670к, 751 (на всём протяжении):
- 156: Нагатинский затон - Котельническая набережная
- 670: Нагатинский затон - Метро "Дубровка" (после 20:00 метро "Кожуховская")
- 670к: Нагатинский затон - Метро "Коломенская"
- 751: Нагатинский затон - Метро "Нагатинская"
- Трамваи: 47, 49, Автобус 219 (по Судостроительной улице, ост. «Затонная улица»).